# Облачная система хранения
Облачная система хранения (англ. cloud storage) — сеть хранения данных, доступная по модели облачных вычислений — аренды пространства хранения по мере необходимости с сокрытием внутренней структуры и деталей реализации. Три основных типа облачных систем хранения — блочные (предоставляют заказчикам пространство хранение как блочное устройство, например, Amazon Elastic Block Store), объектные сети хранения (предоставляют доступ по HTTP API к отдельным «объектам», например, Amazon S3), файловые (предоставляют доступ к виртуальным файловым системам, например, Dropbox).
Публичная модель предоставления подобного рода сервисов сопряжена с проблемами безопасности и утечек данных; так, 19 июня 2011 года в течение четырёх часов любой желающий мог получить доступ к данным пользователей Dropbox. Некорректная настройка прав доступа к облачным хранилищам Amazon S3 несколько раз приводила к крупным утечкам данных, например, 200 миллионов записей предвыборной аналитики, о 3 миллионах фанатов WWE, 6 миллионах клиентов Verizon. Обрушения линий связи и датацентров могут приводить к временной недоступности данных из облачных систем или даже потере данных.